# Майкл Клім
Майкл Клім (англ. Michael Klim, 13 серпня 1977) — австралійський плавець.
Олімпійський чемпіон 2000 року, призер 1996, 2004 років.
Чемпіон світу з водних видів спорту 1998, 2001, 2007 років, призер 2005 року.
Чемпіон світу з плавання на короткій воді 1995, 1997, 1999 років.
Переможець Пантихоокеанського чемпіонату з плавання 1997, 1999 років, призер 1995 року.
Переможець Ігор Співдружності 1998, 2006 років.